# Burton Albion
Burton Albion (offiziell: Burton Albion Football Club) ist ein englischer Fußballverein aus Burton upon Trent. Aktuell spielt der Verein in der drittklassigen EFL League One.

## Geschichte
Der Burton Albion Football Club wurde 1950 gegründet und stieg in der Birmingham & District League ein. Die Spieler des Klubs werden auch Brewers (zu deutsch Bierbrauer) genannt, da dies einer der bedeutendsten Wirtschaftszweige der Stadt ist. Nach zahlreichen Auf- und Abstiegen in unterklassigen Ligen spielte Burton Albion ab der Saison 2002 in der Conference National. In der dritten Runde des FA Cup 2005/06 kam man gegen Manchester United am 8. Januar 2006 zu einem beachtlichen 0:0 in der heimischen Arena. Beim darauf folgenden Wiederholungsspiel in Manchester unterlag Burton zwar deutlich mit 0:5, die 11.000 mitgereisten Brewer-Fans stellten jedoch einen neuen Rekord im Old Trafford auf.
Bereits seit 1998 war der ehemalige englische Nationalspieler Nigel Clough als Spielertrainer für den Verein tätig und maßgeblich an den Erfolgen in der jüngeren Geschichte beteiligt. Im Januar 2009 verließ er den Verein jedoch in Richtung Derby County und wurde Manager des Zweitligisten. Als Nachfolger präsentierte Burton Albion mit Roy McFarland einen weiteren ehemaligen englischen Nationalspieler, der das Amt jedoch nur bis zum Saisonende ausführte und den Aufstieg absichern sollte.
Nach dem gelungenen Aufstieg in die Football League Two wurde für die Saison 2009/10 der ehemalige kanadische Nationalspieler Paul Peschisolido als neuer Cheftrainer vorgestellt. Mit dem Kanadier erreichte Burton in seiner ersten Profisaison einen respektablen 13. Tabellenplatz im gesicherten Mittelfeld. Nach 14 sieglosen Spielen in Folge wurde Peschisolido im März 2012 entlassen und sein bisheriger Assistent Gary Rowett zum neuen Trainer ernannt.
In der Saison 2018/19 erreichte Burton Albion das Halbfinale des Ligapokals nach Siegen über Shrewsbury Town, Aston Villa, Burnley, Nottingham Forest und Middlesbrough.

## Ligazugehörigkeit
- 1950–1958: Birmingham & District League
- 1958–1959: Southern Football League Premier Division (Zone Nordwest)
- 1959–1966: Southern Football League Division One
- 1966–1970: Southern Football League Premier Division
- 1970–1971: Southern Football League Division One
- 1971–1972: Southern Football League Division One North
- 1972–1973: Southern Football League Premier Division
- 1973–1974: Southern Football League Division One North
- 1974–1977: Southern Football League Premier Division
- 1977–1979: Southern Football League Division One North
- 1979–1987: Northern Premier League
- 1987–2001: Southern Football League Premier Division
- 2001–2002: Northern Premier League
- 2002–2009: Conference National
- 2009–2015: Football League Two
- 2015–2016: Football League One
- 2016–2018: EFL Championship
- seit 2018: EFL League One

## Trainer
- Nigel Clough (1998–2009)
- Roy McFarland (2009)
- Paul Peschisolido (2009–2012)
- Gary Rowett (2012–2014)
- Jimmy Floyd Hasselbaink (2014–2015)
- Nigel Clough (2015–2020)
- Jake Buxton (2020)
- Jimmy Floyd Hasselbaink (2021–2022)
- Dino Maamria (2022–2023)
- Martin Paterson (2024)
- Mark Robinson (2024)
- Gary Bowyer (seit 2024)